# Donnybrook (Australia Zachodnia)
Donnybrook – miasto w Australii, w stanie Australia Zachodnia.
Z Donnybrook pochodzi Keisha Castle-Hughes, nowozelandzka aktorka.